# Mechlorethaminoxid
Mechlorethaminoxid ist eine organischen Verbindung aus der Stoffgruppe der Aminoxide, die sich von dem Stickstofflost Mechlorethamin ableitet. Mechlorethaminoxid ist eine mäßig basische Verbindung (basierend auf ihrem pKa-Wert). Mechlorethaminoxid wurde im menschlichen Blut nachgewiesen. Mechlorethaminoxid ist kein natürlich vorkommender Metabolit und wird nur bei Personen gefunden, die dieser Verbindung oder ihren Derivaten ausgesetzt waren.

## Gewinnung und Darstellung
Mechlorethaminoxid kann durch Oxidation von Mechlorethamin mit Peroxyessigsäure dargestellt werden.

## Verwendung
Es gab Versuche Mechlorethaminoxid zur Fixierung von elektronenmikroskopischen Gewebe zu verwenden.

## Regulierung
In der EU ist der Stoff über die Verordnung (EG) Nr. 1223/2009 in kosmetischen Mittel verboten.
Über den Safe Drinking Water and Toxic Enforcement Act of 1986 besteht in Kalifornien seit 1. April 1988 eine Kennzeichnungspflicht für Produkte, die Stickstofflost N-oxid oder sein hydrochlorid enthalten.

## Externe Links zu erwähnten Verbindungen
1. ↑  Externe Identifikatoren von bzw. Datenbank-Links zu Mechlorethaminoxidhydrochlorid:  CAS-Nr.: 302-70-5, PubChem: 9334, ChemSpider: 8970, Wikidata: Q27231340.